# Graf (lingvistik)
En graf är ett skrivtecken. ”a”, ”b” och ”g” är olika grafer, men det är också ”a” (som är vanligast i tryckt text) och ”ɑ” (som är vanligast i handskrift) för den som har med det latinska alfabetet att göra. ”a” och ”ɑ” är olika varianter av samma skrivteckensenhet, samma ”officiella/abstrakta bokstav”, men används lite olika, mycket efter eget tycke. Skrivteckensenheterna kallas i dessa sammanhang grafem, och olika skrivtecken som är uttryck för samma grafem kallas allografer. Således är "a" och "ɑ" sådana i vårt skriftspråk. På sätt och vis kan också en bokstavs "stora" och "lilla" version(er) sägas vara allografer med varandra.